# Captain Britain and MI13
Captain Britain and MI13 (рус. Капитан Британия и МИ-13) — комикс компании Marvel Comics, созданный сценаристом Полом Корнеллом и художником Леонардом Кирком. Действие комикса разворачивается в основной вселенной Marvel, а главными героями являются супергерои из вымышленного британского правительственного агентства МИ-13, возглавляемые Капитаном Британия. Первый выпуск в серии вышел в мае 2008 года в рамках глобального события Secret Invasion, последний, 15-й выпуск, вышел в июле 2009 года.

## История создания
Инициатором создания Captain Britain and MI13 выступил редактор Marvel Comics Нику Лоу, который летом 2007 года предложил британскому писателю Полу Корнеллу, ранее работавшему вместе с Лоу над минисерией Wisdom, взяться за сценарий. Этот комикс планировался как продолжение серии Excalibur, с переменами выходившей с 1988 по 2007 годы, но позднее концепция нового проекта была изменена, и он вышел как самостоятельная серия.

## Персонажи
Главными героями комикса являются агенты вымышленного британского агентства МИ-13, занимающегося как разведкой, так и всем, связанным со сверхспособностями, оккультизмом и инопланетянами. Изначально команда супергероев состояла из Капитана Британии, Чёрного рыцаря, Спитфайр, а также агентов Пита Виздома и Джона Скрулла. В первом выпуске комикса был представлен новый персонаж, доктор Фаиза Хуссейн, присоединившаяся к команде. Бывший глава МИ-13, Алистер Стюарт, стал научным советником команды. В пятом номере к числу главных героев присоединился Блэйд.
Суперзлодеями серии стали Скруллы, Дракула и новый персонаж, демон Плокта.

## Сюжет

### Пушки Авалона
Во время Секретного вторжения Великобритания также подверглась атаке расы Скруллов, способных менять внешность. Британские супергерои под эгидой правительственного агентства МИ-13 объединяются для отражения атаки. Скруллы через порталы вторгаются в магический мир Авалон и собирают его артефакты для создания мощного, усиленного магией Супер-Скрулла. Пит Виздом в отчаянной попытке помешать захватчикам призывает злую и тёмную магию, а Мерлин воскрешает Капитана Британию.
Капитан Британия, вооружённый легендарным мечом Экскалибур, побеждает Супер-Скрулла, а призванные Виздомом порождения тёмной магии уничтожают остальных инопланетных захватчиков по всей Великобритании, но сами становятся угрозой стране. Капитан Британия и Пит Виздом собирают новую команду супергероев, куда входит и доктор Фаиза Хуссейн, ставшая новым владельцем Экскалибура.

### Ад приходит в Бирмингем
Освобождённое Питом Виздомом зло напирает силу. В Бирмингеме демоническое существо Плокта при помощи иллюзий захватывает людей и создаёт из магической энергии армию големов. Команда супергероев под предводительством Капитана Британии мешает планам Плокты.

### Государство вампиров
Повелитель вампиров Дракула, заручившись поддержкой Доктора Дума, готовит полномасштабное нападение на Великобританию. В то время как Чёрный рыцарь и Фаиза Хуссейн отправились в Африку, чтобы забрать истинный Чёрный Клинок у королевы Ваканды, Ороро, Дракула пытается разрушить команду изнутри. Он обращает в вампира отца Фаизы, принуждает Спитфайр прийти в его внутренний круг и внедряет своих агентов в МИ-13, чтобы снять защитное магическое поле вокруг Британских островов.
Используя способности Плокты, агенты МИ-13 внушают Дракуле, что его план реализуется идеально, что сопротивление почти сломлено, и он вот-вот завоюет Британию. Однако вскоре он понимает, что всё идёт слишком гладко, и вырывается из плена иллюзии. Команда героев начинает совместную атаку на корабль Дракулы. Спитфайр действует изнутри, Капитан Британия сражается с Лилит, дочерью Дракулы, но они вынуждены отступить. Дракула получает от Дума подарок в виде Мегган, жены Капитан Британия.
Однако Дум предаёт Дракулу, и Мегган использует свои способности, чтобы посеять хаос среди его слуг. Герои начинают новую атаку, при этом Капитан Британия уничтожает Лилит, Блэйд и Юнион Джек захватывают гроб Дракулы, а Фаиза Хусейн убивает повелителя вампиров при помощи Экскалибура.

## Коллекционные издания
- Secret Invasion (включает Captain Britain and MI13 #1-4, 104 страницы, март 2009, ISBN 0-7851-3344-5)
- Hell Comes To Birmingham (включает Captain Britain and MI13 #5-9, 120 страниц, июль 2009, ISBN 0-7851-3345-3)
- Vampire State (включает Captain Britain and MI13 #10-15 + annual #1, 184 страницы, октябрь 2009, ISBN 0-7851-3952-4)